# Fluktuacje kwantowe
Fluktuacje kwantowe – chwilowe zmiany ilości energii w pewnym punkcie przestrzeni. Możliwość istnienia fluktuacji kwantowych jest konsekwencją zasady nieoznaczoności.
Zgodnie z energetyczną wersją zależności opisanej przez Wernera Heisenberga:
{\displaystyle \Delta E\Delta t\geqslant {\frac {\hbar }{2}},}
gdzie:
{\displaystyle \Delta E} – fluktuacja energii,
{\displaystyle \Delta t} – czas trwania fluktuacji,
{\displaystyle \hbar } – zredukowana stała Plancka.
Zapis ten oznacza, że na krótką chwilę zbliżoną do czasu Plancka zasada zachowania energii może zostać złamana i może powstać wirtualna para cząstka-antycząstka. Kreacja cząstek wirtualnych nie prowadzi w większej skali do złamania zasady zachowania energii, bo cząstki te natychmiast znikają, mimo to pewne efekty ich oddziaływania mogą być obserwowane.
Fluktuacje kwantowe mogą być, według hipotezy inflacji, źródłem pierwotnej struktury Wszechświata. Zgodnie z tą teorią pierwotnie mały obszar przestrzeni został gwałtownie rozciągnięty do rozmiarów obserwowanego kosmosu. Doprowadziło to do zamrożenia w strukturze przestrzeni nieznacznych fluktuacji kwantowych, które rozciągnęły się do astronomicznych rozmiarów. Dzięki temu Wszechświat po fazie inflacji nie był całkowicie gładki (jednorodny) i mógł poprzez oddziaływanie grawitacyjne stworzyć obserwowane struktury – gwiazdy, galaktyki i gromady galaktyk.